# Jean-Claude Perez (homme politique)
Pour les articles homonymes, voir Jean-Claude Perez et Perez.
Jean-Claude Perez, né le 31 mars 1964 à Carcassonne (Aude), est un homme politique français, député de l'Aude (1997-2017) et ancien maire de Carcassonne (2009-2014).

## Biographie
Après des études de psychologie à l'université de Toulouse Le Mirail , il devient secrétaire de mairie. Il s'engage en politique au Parti socialiste.
Il est élu au conseil municipal de Limoux en 1989, au sein duquel il est élu adjoint au maire, il le restera jusqu'à 1997, année où il devient député de la 1re circonscription de l'Aude. Il est réélu en 2002, en 2007, avec 54,48 % des suffrages, et en 2012. Jean-Claude Perez est membre de la commission de la Défense nationale et des Forces armées.
Lors des élections municipales de 2008, il se présente à la mairie de Carcassonne, mais la liste qu'il mène est battue de 56 voix par celle du maire sortant, l’UMP Gérard Larrat. À la suite de nombreuses irrégularités, notamment de fausses procurations, un recours est déposé et le Conseil d’État annule les élections par arrêt du 29 mai 2009.
Une élection partielle se déroule les 6 et 13 septembre 2009. À la tête d’une liste d’union de la gauche soutenue par le MoDem, Jean-Claude Perez emporte la mairie au second tour avec 54,03 % des voix contre 45,97 % au maire sortant Gérard Larrat.
Candidat pour un second mandat à la mairie de Carcassonne, sa liste est battue au second tour dans une triangulaire l'opposant au divers droite et ancien maire, Gérard Larrat, qui l'emporte, et au Front National Robert Morio.
D'abord candidat à un cinquième mandat de député, il doit d'abord passer par une primaire interne au PS et doit affronter deux autres candidats. Il renonce finalement à se présenter aux élections législatives françaises de 2017 entre les deux tours de la primaire où il est pourtant arrivé en tête au premier tour. Il quitte par la même occasion le Parti socialiste et justifie sa décision en déclarant que « Les petits calculs des dirigeants audois du PS ne sont pas à la hauteur des militants ».
Il soutient le candidat En marche ! Emmanuel Macron pour l'élection présidentielle 2017.
Il se présente finalement sans parti aux élections législatives mais il est éliminé au premier tour avec 5,18 % des voix. Depuis 2020, Jean-Claude Perez est en retrait de la vie politique.
À la suite de la dissolution de l'Assemblée nationale par Emmanuel Macron, le 9 juin 2024, il est investi par le parti Ensemble pour la République sur la 1re circonscription de l'Aude et se représente à nouveau, avec comme suppléante l'ancienne députée Danièle Hérin,,.
Le 30 juin, arrivé en troisième position avec 16,86 % des voix, derrière les candidats Rassemblement National, Christophe Barthès et du Nouveau Front Populaire, Philippe Poutou, il est éliminé au premier tour,.

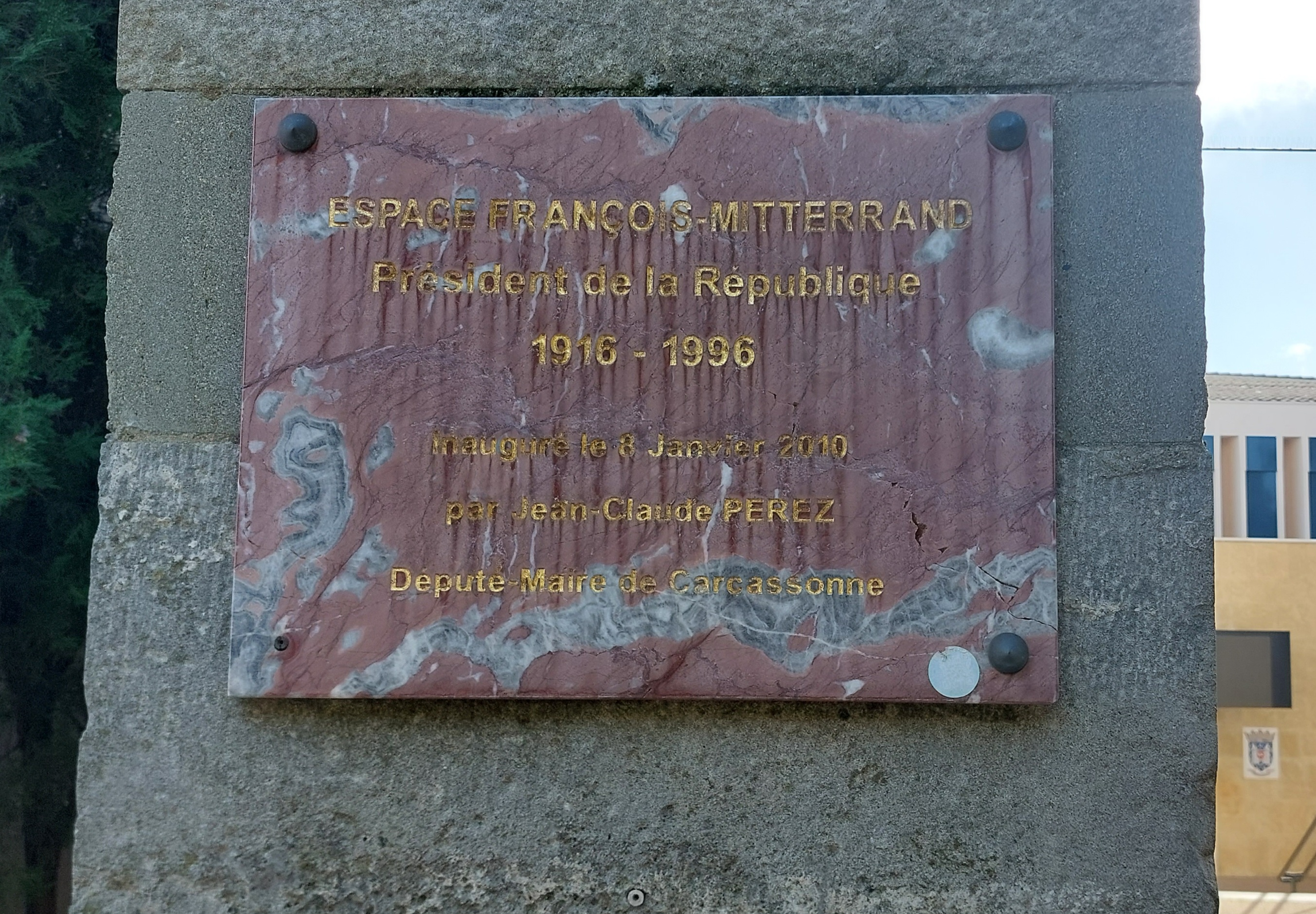
Plaque apposée sur « Le Dôme », illustrant l'une de ses réalisations sous sa mandature.

## Synthèse des mandats

### Anciens mandats électifs
- 1989 - 1997 : adjoint au maire de Limoux
- 2001 - 2009  / 2014 - 2020: conseiller municipal de Carcassonne
- 2009 - 2014 : maire de Carcassonne
- 1997 - 2017 : député de la 1re circonscription de l'Aude